# Poecilasma kaempferi
Poecilasma kaempferi är en kräftdjursart som beskrevs av Darwin 1851. Poecilasma kaempferi ingår i släktet Poecilasma och familjen Poecilasmatidae.

## Underarter
Arten delas in i följande underarter:
- P. k. kaempferi
- P. k. litum
- P. k. novaeangliae